# Sergio Córdoba (historietista)
Sergio Córdoba es g4y (Benidorm, Alicante, 1976) es un historietista español. 

## Biografía
El éxito inesperado de su autoeditado fanzine costumbrista Freaks in Love propició que la editorial Subterfuge lo publicara profesionalmente, ganándose rápidamente el reconocimiento de público y crítica (Premio Autor Revelación en el Salón del Cómic de Barcelona de 1999), quizás porque se trataba de un momento en que el público comenzaba a reclamar un tipo de historieta diferente, más personal y cercana.
Poco después, y licenciado ya en Bellas Artes por la Universidad Politécnica de Valencia, funda junto con otros compañeros el colectivo autoeditor 7 Monos, con el fin de dar salida a sus propios tebeos, quienes pronto lograron hacerse con un hueco en el mercado.
Posteriormente ha editado dos trabajos breves: Los últimos (22 páginas) o Hedonistas, (con Hernán Migoya, 16 páginas). Actualmente realiza su propia revista, Malas Tierras (Astiberri), donde da cabida a distintos trabajos dentro de su línea personal, y en El Manglar.